# Baturitia trispinosa
Genre
Espèce
Baturitia trispinosa, unique représentant du genre Baturitia, est une espèce d'opilions eupnois de la famille des Sclerosomatidae.

## Distribution
Cette espèce est endémique de Bali en Indonésie.

## Publication originale
- Roewer, 1931 : « Über Opilioniden der Sundainseln. » Archiv für Hydrobiologie, Supplementband 9, Tropische Binnengewässer, vol. 2, p. 508–548.